# Xian de Maqên
Le xian de Maqên (玛沁县 ; pinyin : Mǎqìn Xiàn) est un district administratif de la province du Qinghai en Chine. Il est placé sous la juridiction de la préfecture autonome tibétaine de Golog.

## Géographie
C'est sur le territoire du Xian de Maqên que se trouve l'Amnye Machen, montagne sacrée des Goloks.

## Démographie
La population du district était de 33 725 habitants en 1999.